# Hogna alticeps
Hogna alticeps este o specie de păianjeni din genul Hogna, familia Lycosidae. A fost descrisă pentru prima dată de Kroneberg, 1875. Conform Catalogue of Life specia Hogna alticeps nu are subspecii cunoscute.